# Heinrich Mühlenbruch
Heinrich Caspar Alexander Mühlenbruch (* 13. Oktober 1803 auf Saint Thomas; † 11. Juli 1887 in Wismar) war ein deutscher Violinist, Komponist und Musikdirektor.

## Leben
Heinrich Mühlenbruch wurde am 13. Oktober 1803 als Sohn des Gerdshagener Rittergutsbesitzers Caspar Friedrich Mühlenbruch (1776–1854) auf der Antillen-Insel Saint Thomas geboren. Im Jahr 1810 siedelte er mit seiner Familie nach Altona um und nahm ab 1819 Kompositionsunterricht bei „Musikdirector Schwencke“ (vermutlich Christian Schwencke in Hamburg). Ab 1820 beschäftigte er sich mit der Landwirtschaft auf dem väterlichen Gut Gerdshagen und auf Gut Wittmoldt, habe aber  „zuweilen zu meiner heimlichen Freude von Andern hören müssen, daß ich niemals ein großer Landwirth werden könne, weil ich zu sehr an Musik hänge.“. 
Mühlenbruch nahm Violinunterricht bei Louis Spohr in Kassel und war von 1824 bis 1829 erster Violinist und (angeblich) späterer Konzertmeister am Königsstädtischen Theater in Berlin. Ab 1829 war er als Kammermusiker in Braunschweig tätig. Später zog es ihn und seine Frau Katharina Eunicke (1804–1842), eine berühmte Sängerin, an das Bremer Theater. Hier wurde er 1832 zum neuen Konzertmeister ernannt. Am 12. Februar 1841 verließ er das Theater Bremen und trat die Nachfolge von Carl Christian Leberecht Schmidtgen als Intendant am Hoftheater in Schwerin an. Diese Stelle begleitete Mühlenbruch bis zum Jahr 1856, als der frühere Kapellmeister Georg Aloys Schmitt zu seinem Nachfolger ernannt wird. Mühlenbruch kehrte nach Wismar zurück, wo er im Jahr 1887 verstarb.

## Werke
- Oper Merope am Großherzoglichen Hoftheater Schwerin, 1846

Heinrich Mühlenbruch komponierte auch ein Streichquartett, Lieder und Gesänge.